# Joseph Nechvatal
Joseph Nechvatal (* 15. ledna 1951) je americký malíř a konceptuální umělec.

## Životopis
Narodil se v Chicagu, jeho prarodiče z otcovy strany pocházeli z Čech, z matčiny strany ze Slovenska.) Studoval na Univerzitě jižního Illinois v Carbondale, Cornellově univerzitě v Ithace a Kolumbijské univerzitě v New Yorku. Později získal doktorský titul z filozofie umění na Planetary Collegium na univerzitě ve velšském Newportu. Od osmdesátých let pracuje s počítačovými viry, které si sám vytváří a které využívá k proměnám svých digitálních obrazů. Spolu s Rhysem Chathamem je autorem experimentální opery XS: The Opera Opus (1984). V roce 2021 vyšel výbor z jeho noiseové hudební tvorby na audiokazetě Selected Sound Works (1981–2021). Je autorem několika knih, včetně Towards an Immersive Intelligence (2009) a Immersion Into Noise (2011). Rovněž se věnuje pedagogické činnosti.

## Galerie

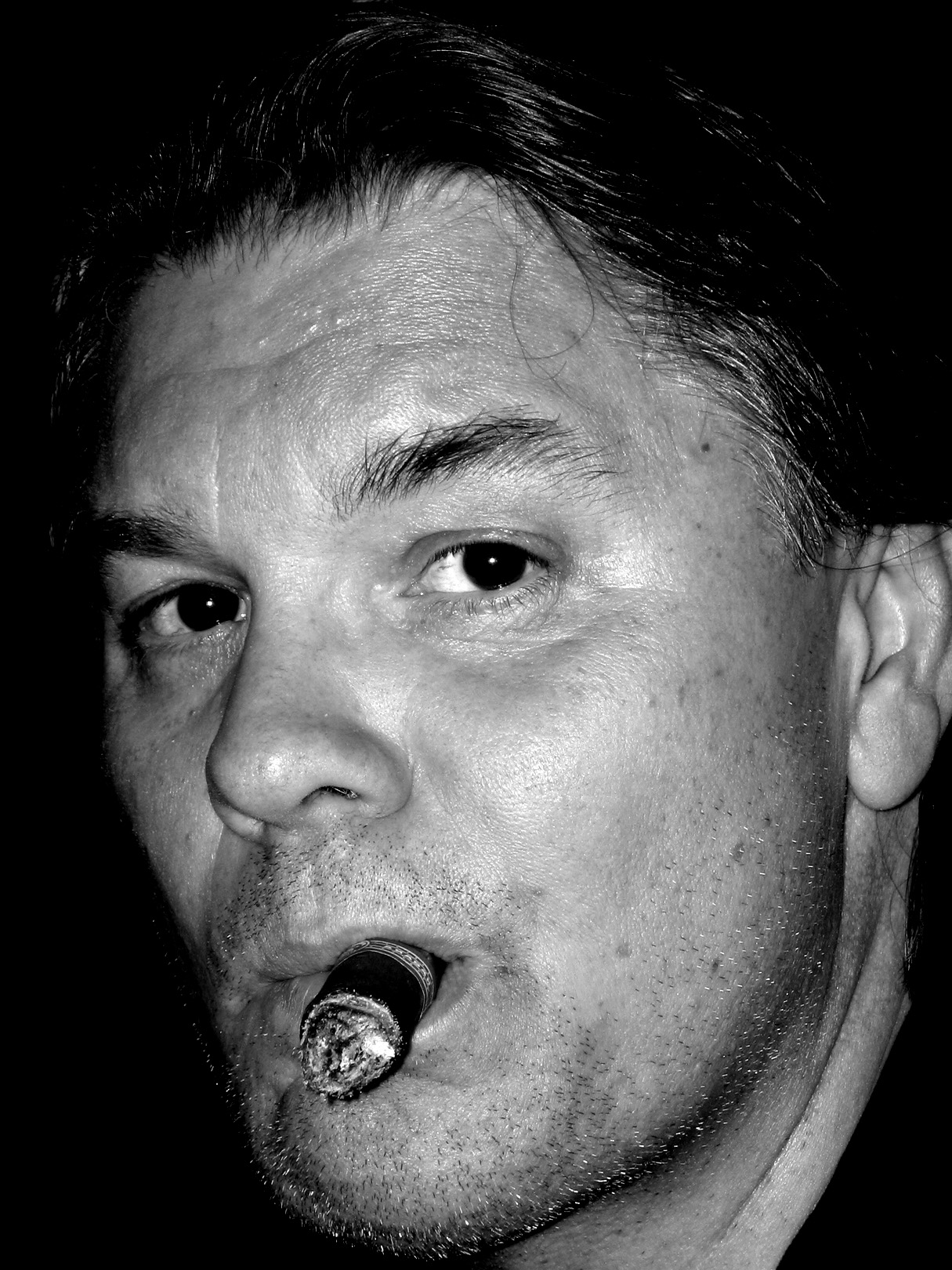
Joseph Nechvatal s doutníkem
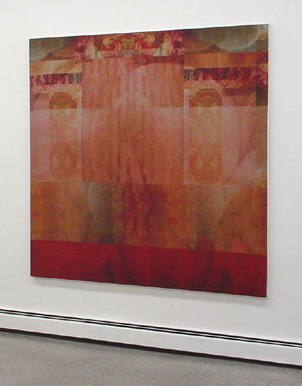
Birth Of the viractual, 2002
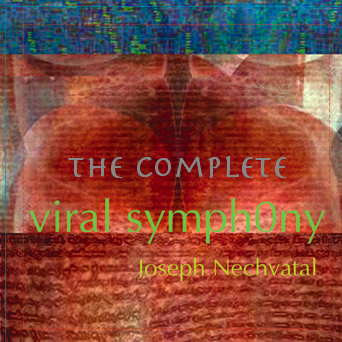
Viral symphOny, The cOmplete